# Casa Pia
A Casa Pia MHC • MHIP • MB — formalmente Casa Pia de Lisboa, I. P. (CPL, I. P.) — é um organismo do Estado Português que tem por missão a promoção dos direitos e a proteção das crianças e dos jovens. Atualmente, a Casa Pia tem o estatuto de instituto público e funciona sob tutela do Ministério da Solidariedade, Emprego e Segurança Social.

## História

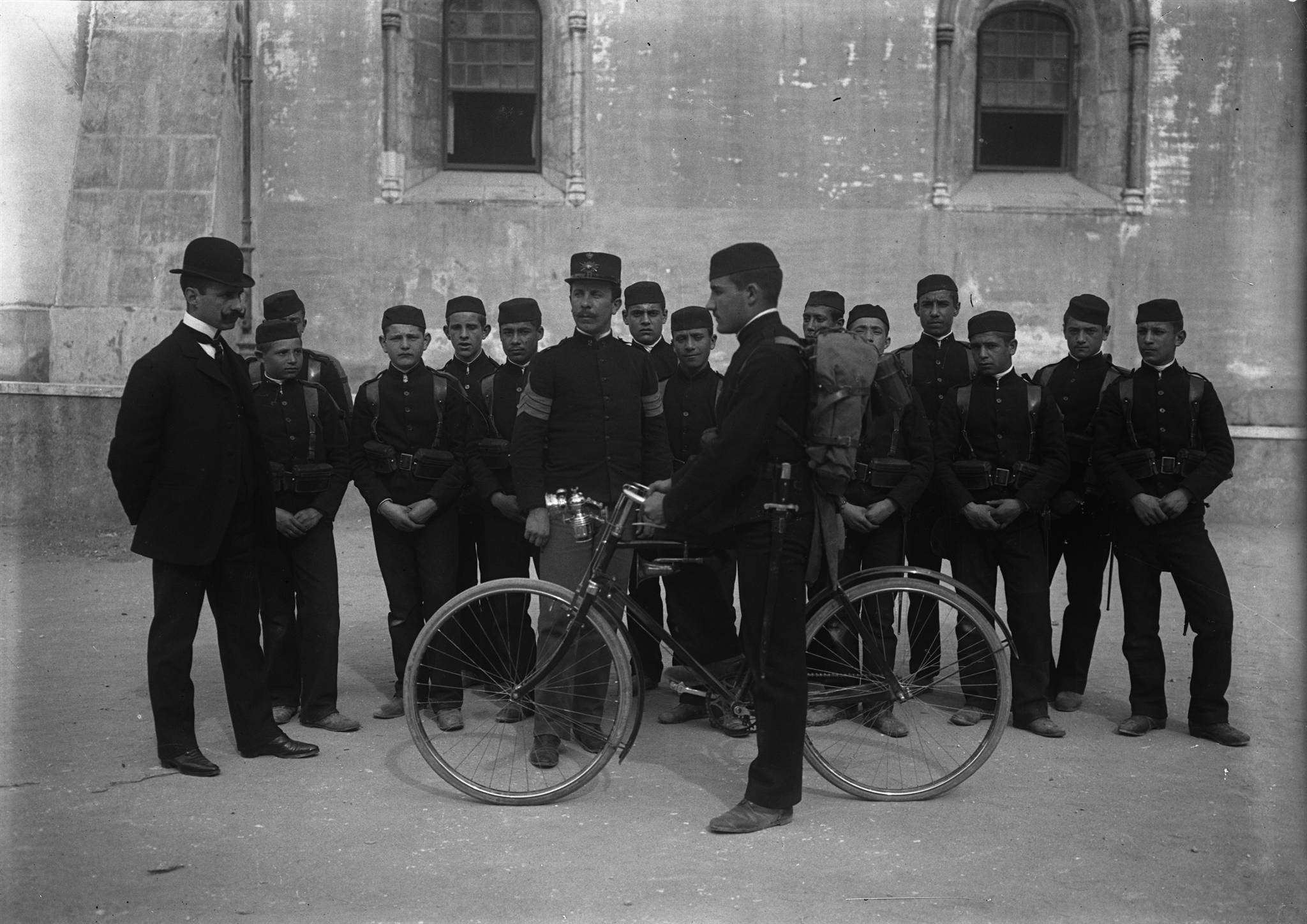
O aluno Raul d' Assumpção, do curso de sargentos da Casa Pia de Lisboa, prepara-se para montar uma bicicleta (1907).

A instituição remonta à fundação da Real Casa Pia de Lisboa (Lisboa, 3 de julho de 1780), por Pina Manique, intendente-geral da Polícia sob o reinado de Maria I de Portugal. Destinava-se à educação de órfãos e à recuperação, através do trabalho, de mendigos e vadios.

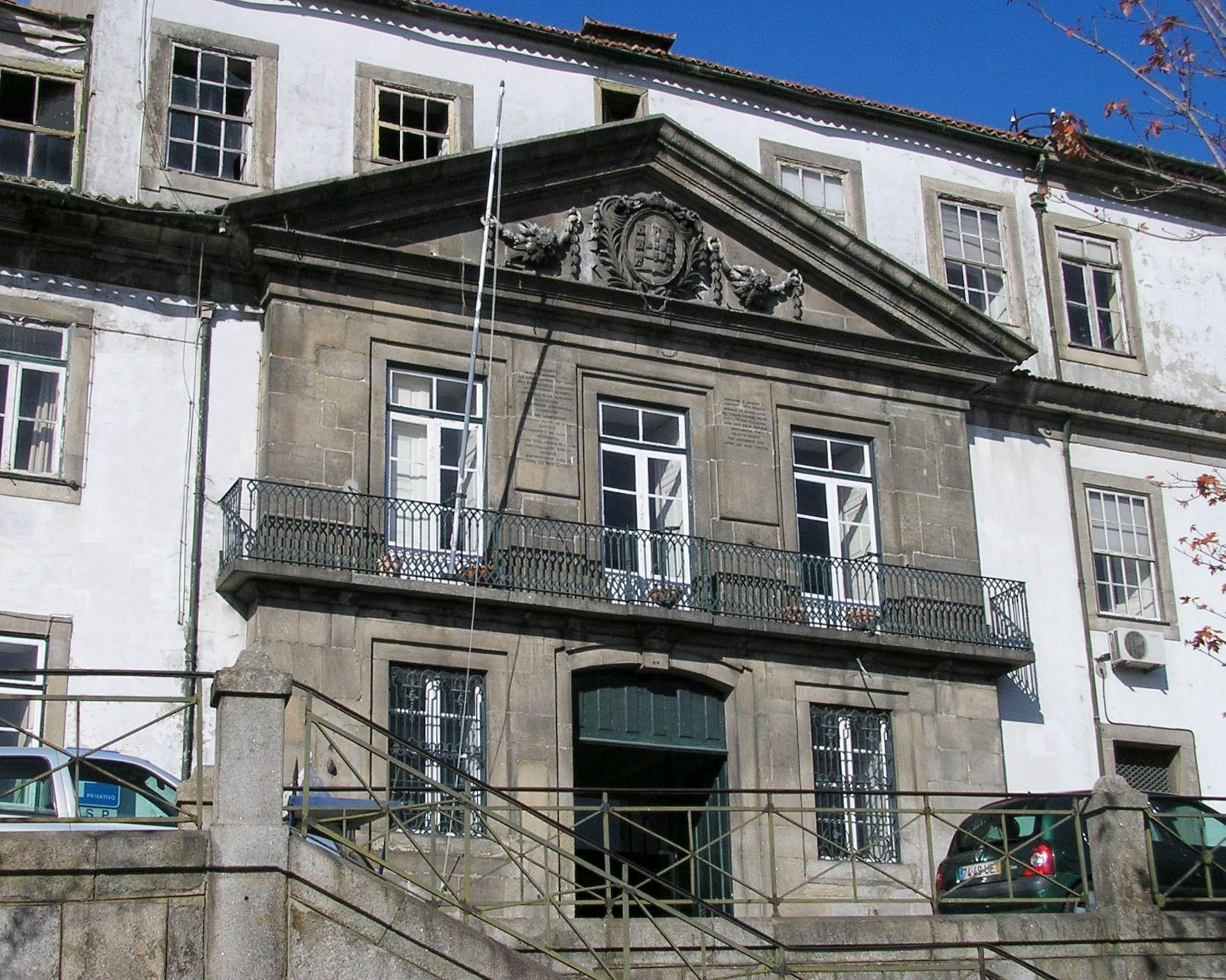
Edifício da antiga Real Casa Pia do Porto.

As oficinas da Casa Pia tornaram-se centros importantes de produção, fornecendo material para a Marinha Portuguesa e para o Exército Português, assim como centros de formação profissional: os mestres formados na Casa Pia por vezes regressavam à sua terra natal, a trabalhar e a ensinar a sua arte. Os educandos que se mostravam mais aptos recebiam uma educação complementar: escrituração comercial, francês, aritmética militar, desenho e farmacologia, esta última formação em laboratório especialmente criado para o efeito, e que fornecia remédios a farmácias. Os mais dotados ingressavam em estudos superiores: na Real Academia de Artilharia, Fortificação e Desenho, na Academia Real de Marinha, no estudo da Medicina em Londres e na Academia de Portugal em Roma.
No Porto, em 1792, foi criada  a Real Casa Pia do Porto, segundos os moldes da congênere em Lisboa. A Casa Pia do Porto seria, no entanto, extinta em 1837.
No contexto da Guerra Peninsular, a Casa Pia de Lisboa foi encerrada com a ocupação do Castelo de São Jorge pelas tropas napoleónicas sob o comando de Jean-Andoche Junot. Foi reaberta em 1812 no Convento do Desterro apenas para a infância desvalida.
O governo liberal deu-lhe, em 1833, melhores instalações no mosteiro dos Jerónimos. Em 1834 iniciou o ensino e reabilitação de surdos.
Após a Implantação da República Portuguesa, ao ensino elementar, doméstico e de Artes e Ofícios, o novo regime acrescentou os ensinos agrícola e industrial.
Em 1942 a Casa Pia passou a integrar um conjunto de Colégios ficando disseminada por toda a cidade de Lisboa.
Tendo se destacado ao longo de sua história pelo seu ensino técnico-profissional, a intervenção com surdos e surdocegos é hoje uma das suas principais áreas de actuação.
Mantém ainda um museu, o "Museu do Centro Cultural Casapiano", destinado a preservar e narrar a sua secular história.

## O escândalo da Casa Pia
Em 2002, Portugal foi abalado pelo "escândalo da Casa Pia", alegado abuso sexual de menores, alunos e ex-alunos da instituição, por funcionários casapianos, políticos e figuras destacadas da sociedade portuguesa e da comunicação social. Um grupo de ex-alunos da Casa Pia denunciaram as práticas pedófilas e de proxenetismo. O escândalo foi divulgado sobretudo pela jornalista Felícia Cabrita no semanário Expresso, dando origem a um longo processo judicial que resultaria em várias penas.

## Alunos ilustres
- António Roquete (1906—1995), futebolista
- Rui Correia Lopes (1923—1995), ministro interino da agricultura (ministério da agricultura do Brasil), Procurador geral do município de Curitiba
- Clemente José dos Santos (1818—1892), taquígrafo e professor
- Cosme Damião (1885—1947), fundador, jogador, técnico, dirigente, capitão geral e jornalista do Sport Lisboa e Benfica
- Domingos Sequeira, pintor[2]
- Francisco dos Santos (1878—1930), escultor e pintor
- João Soares Louro, gestor[2]
- Luís Costa Santos (1897—1969) político e filantropo
- Maldonado Gonelha, ex-Ministro do Trabalho e da Saúde[2]
- Vieira Portuense, pintor[2]

## Condecorações[3]
- Medalha da Ordem de Benemerência (11 de Fevereiro de 1937)
- Membro-Honorário da Ordem Militar de Cristo (8 de Agosto de 1980)
- Membro-Honorário da Ordem da Instrução Pública (26 de Junho de 1991)